# عروسک چینی
عروسک چینی (به انگلیسی: China Doll) نمایشنامه‌ای نوشته دیوید ممت است که به فساد سیاسی و خشونت می‌پردازد. این نمایش اولین‌بار در ۲۰۱۵ با بازی آل پاچینو در برادوی به روی صحنه رفت. این نمایش در مجموع دو شخصیت به نام میکی و کارسون دارد که با یکدیگر به گفتگو می‌پردازند. عروسک چینی از ۴ دسامبر ۲۰۱۵ تا ۲۱ ژانویه ۲۰۱۶ ادامه داشت. پیش‌نمایش‌های عروسک چینی در اکتبر ۲۰۱۵ انجام شده‌بودند.